# Emem Edem
Emem Patient Edem (* 15. Oktober 1983) ist eine ehemalige nigerianische Leichtathletin, die sich auf den Sprint spezialisiert hat. Mit der nigerianischen 4-mal-100-Meter-Staffel siegte sie 2003 bei den Afrikaspielen in Abuja.

## Sportliche Laufbahn
Erste internationale Erfahrungen sammelte Emem Edem vermutlich im Jahr 1999, als sie bei den Jugendweltmeisterschaften in Bydgoszcz in 11,74 s den fünften Platz im 100-Meter-Lauf belegte und über 200 Meter mit 24,83 s im Halbfinale ausschied. Zudem belegte sie mit der nigerianischen 4-mal-100-Meter-Staffel in 46,72 s den siebten Platz. 2002 kam sie bei den Afrikameisterschaften in Radès mit der Staffel nicht ins Ziel und 2003 belegte sie bei den Afrikaspielen in Abuja in 11,53 s den sechsten Platz über 100 Meter und siegte mit der Staffel mit neuem Spielerekord von 43,04 s gemeinsam mit Endurance Ojokolo, Chinedu Odozor-Onikeku und Mary Onyali-Omagbemi. Anschließend wurde sie bei den Afro-Asiatischen Spielen in Hyderabad in der Vorrunde über 100 Meter disqualifiziert und siegte in einer gemischten Afrikastaffel in 43,75 s. 2007 nahm sie erneut an den Afrikaspielen in Algier teil und gewann dort in 43,85 s gemeinsam mit Gladys Nwabani, Endurance Ojokolo und Oludamola Osayomi die Silbermedaille hinter dem ghanaischen Team. 2009 beendete sie ihre aktive sportliche Karriere im Alter von 25 Jahren.

## Persönliche Bestleistungen
- 100 Meter: 11,35 s (−0,2 m/s), 17. Juli 2003 in Abuja
- 200 Meter: 24,20 s (+0,5 m/s), 10. September 2003 in Rovereto